# Cochasquí
Cochasquí é um sítio arqueológico de um assentamento pré-colombiano, da cultura Quitu-Cara (500 a.C. a 1500 d.C.), localizado na província equatoriana de Pichincha.

## Características
O assentamento possuía funções de moradia e cívico cerimonial da cultura Quitu-Cara (500 a.C. a 1500 d.C.). Está localizado a 3.100 metros acima do nível do mar e ocupa uma área de 83,9 hectares. Possui 21 montículos funerários e 15 pirâmides truncadas, sendo 9 pirâmides com rampa; a pirâmide mais alta medindo 21 metros de altura e a maior possuindo uma base de 90 metros por 80 metros e uma rampa de 200 metros de comprimento; As pirâmides foram construídas com blocos esculpidos de cangahua (tufo vulcânico) e argamassa de chocoto (lama preta rica em lodo) compactado.
Sobre o topo de uma das pirâmides, a denominada de nº 13, foram descobertas duas plataformas circulares de diâmetros distintos, feitas de argila modelada e queimada in situ; a plataforma maior possui aproximadamente 15,78 metros de diâmetro, com dois canais, com quinze orifícios à direita e doze à esquerda; a plataforma menor possui 9,75 metros de diâmetro, com dois canais rasos longitudinais, e dentro dos canais existem seis orifícios em grupo de três, que formam triângulos invertidos, e dentro dos quais há cones de pedra andesita. A plataforma maior foi construída em um nível mais abaixo da plataforma menor.
Os vestígios das habitações encontradas possuem forma circular e foram construídas sobre as plataformas de algumas pirâmides, seguindo o padrão encontrado dos antigos Chachapoias no Peru e entre os Taironas na Colômbia.
Atualmente, devido a passagem dos tempos, as pirâmides e os montículos funerários estão cobertos por uma camada fina de terra e grama.

## Turismo
O sítio arqueológico está aberto ao público, com visitas guiadas, horário restrito e mediante pagamento. No local há um museu arqueológico, dois museus etnográficos, um museu didático de instrumentos musicais e um jardim botânico. Não há transportes públicos próximo ao parque, o visitante deverá utilizar transporte particular ou uma empresa de turismo.

## Galeria de fotos

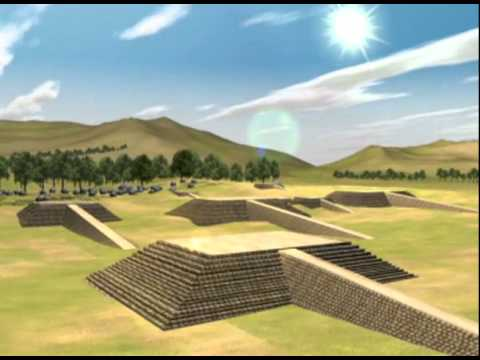
Esquema 3D das pirâmides de Cochasqui
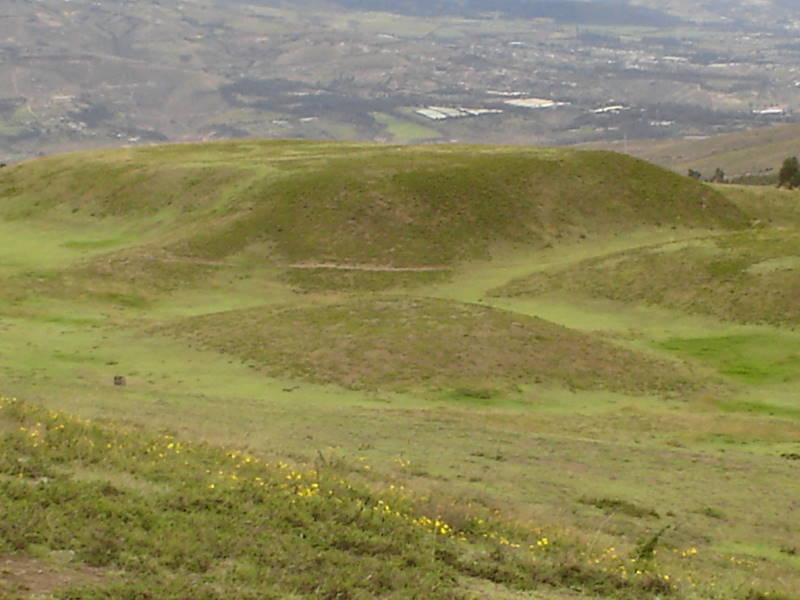
Pirâmides cobertas de terra e grama
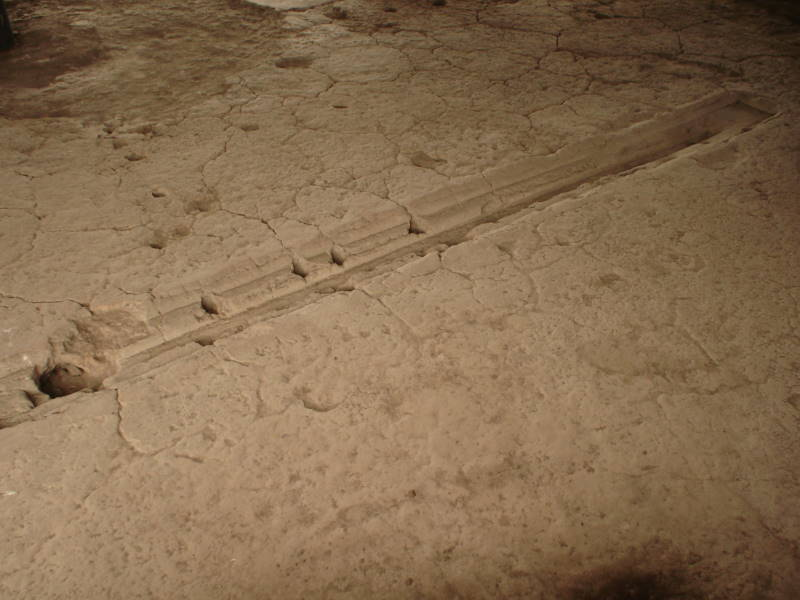
Canal da plataforma circular de cerâmica
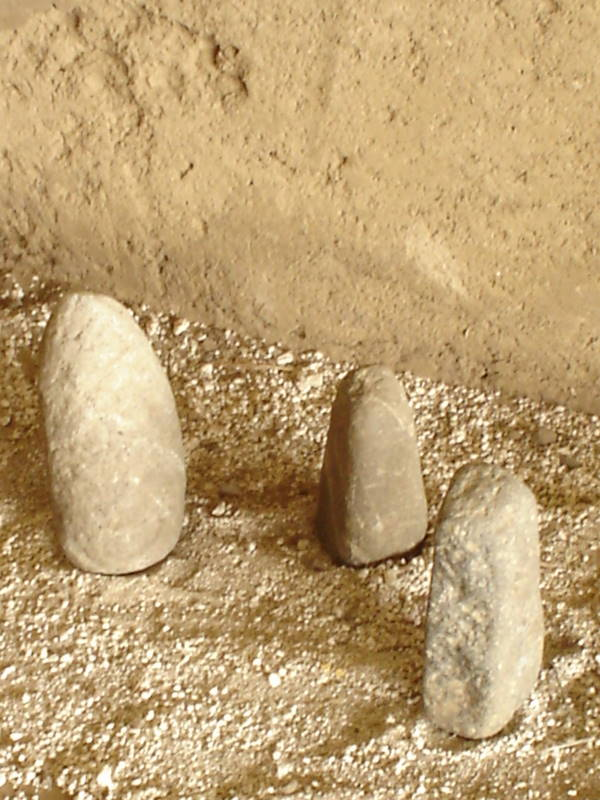
Cones de pedra andesita